# Crossopriza soudanensis
Crossopriza soudanensis är en spindelart som beskrevs av Jacques Millot 1941. Crossopriza soudanensis ingår i släktet Crossopriza och familjen dallerspindlar. Inga underarter finns listade i Catalogue of Life.